# オックスフォード電鈴

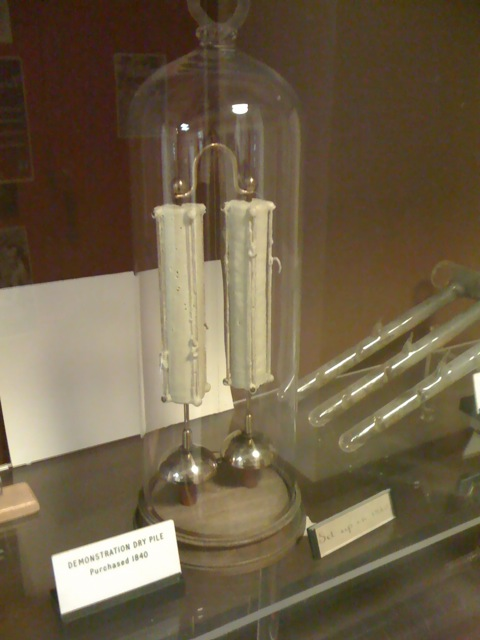
オックスフォード電鈴

2つの電池によって帯電した金属球が、鈴を鳴らしている。

オックスフォード電鈴（オックスフォードでんれい、英語: Oxford Electric Bell）は、1840年に製作され、それ以来ほぼ連続して作動している実験用の電鈴。物理学者のロバート・ウォーカーがコレクションした実験装置のうち最初に購入されたものの一つである。オックスフォード大学クラレンドン研究所のホワイエに隣接する廊下に設置されており、現在でも鳴り続けているが、2重のガラスケースに収められているため音を聞くことはできない。

## デザイン
乾電堆（電池の一種）2本の下にそれぞれ真鍮製の鈴を置いた構造をしている。乾電堆は直列に接続されている。鐘の舌に当たるのは、電堆の間に吊り下げられた直径4 mm (3⁄16 in)の金属球で、これが静電力によって電鈴を交互に鳴らす。金属球が一方の鈴に触れると、その鈴につながっている電堆によって帯電し、静電的に反発してもう一方の鈴に引き寄せられる。もう一方の鈴に触れると同じことが繰り返される。静電力を利用しているため運動を作り出すには高い電圧が必要だが、鈴から鈴へ運ばれる電荷はごくわずかである。この装置が作られてから現在に至るまで電堆が消耗せずにいるのはそれが理由である。発振周波数は2ヘルツである。乾電池の正確な組成は不明だが、絶縁のために溶けた硫黄が塗られていることがわかっており、ザンボニー電池ではないかと考えられている。
かつてこの種の装置は、電気作用の2つの異なる理論、接触張力説（当時主流であった静電原理に基づく科学理論）と化学作用説を検証する重要な役割を果たしていた。
オックスフォード電鈴は永久機関ではない。オックスフォード電鈴はいずれ乾電堆の電荷が均一に配分された時点で停止する（それより先に金属球が摩耗するのでなければ）。オックスフォード電鈴は1840年以来、約100億回鳴り続けており、「世界で最も長く鳴り続けている電池式の鈴」としてギネス世界記録に認定されている。

## 動作
1840年以来、湿度が高くなったために何度か一時的に中断したのを除けば、連続して作動している。オックスフォード大学によると、電鈴は1825年に建設された可能性がある。